# Ernestotheres
Ernestotheres is een geslacht van kreeftachtigen uit de klasse van de Malacostraca (hogere kreeftachtigen).

## Soort
- Ernestotheres conicola (Manning & Holthuis, 1981)